# Завропельта
Завропе́льта (лат. Sauropelta – щит ящера) — птицетазовый динозавр из семейства нодозаврид, живший 115—110 миллионов лет назад на территории нынешней Северной Америки. Был открыт и изучен Джоном Остромом в 1970 году.

## Описание
Завропельта — самый ранний представитель семейства нодозаврид. Достигала 5 метров в длину и весила 1,5 тонны. Спина, хвост и шея были покрыты твёрдой бронёй, состоящей из костных пластин. Из шеи и плеч выступали шипы длиной полметра. Передвигался ящер на четырёх ногах и питался низкорослыми растениями.

## В массовой культуре
Sauropelta edwardsorum присутствует в романе Владимира Серебрякова и Андрея Уланова «Найденный мир». Главные герои успевают даже в какой-то мере приручить зауропельту и награждают существо кличкой Катя (производным от названия легендарного зверя Катоблепаса).[значимость факта?]